# بول إيميل ليجيه
بول إيميل ليجيه Paul-Émile Léger (26 أبريل 1904 - 13 نوفمبر 1991) كان كاردينالًا كنديًا في الكنيسة الرومانية الكاثوليكية . شغل منصب رئيس أساقفة مونتريال من عام 1950 إلى عام 1967، وتم ترسيمه كاردينالاً في عام 1953 على يد البابا بيوس الثاني عشر.

## وفاته
قضى آخر سنتين له على كرسي متحرك قبل وفاته عن عمر يناهز 87 عامًا في 13 نوفمبر 1991.  كان آخر كاردينال على قيد الحياة يرسمه بيوس الثاني عشر. 

## الآراء

### دوره خلال المجمع الفاتيكاني الثاني
كان الكاردينال من رواد وأنصار الليبرالية في المجمع الفاتيكاني الثاني (1962-1965). وبمساعدة الكاردينالات أنطونيو كاجيانو ونورمان جيلروي، ألقى إحدى الرسائل الختامية للمجمع في 8 ديسمبر 1965. 
أيد الحرية الدينية في المجمع الفاتيكاني الثاني. 

### تنظيم النسل
كان أحد آباء المجمع الذين أثاروا مسألة تغيير محتمل في تعليم الكنيسة حول تنظيم النسل، وكان ذلك في خطاب في 29 أكتوبر 1964 بشأن الوثيقة التي صدرت لاحقًا كدستور للكنيسة في العالم الحديث، بعنوان «فرح ورجاء»، وفي نفس الخطاب، حث على أن تركز الوثيقة بشكل أكبر على الحب الزوجي كغاية للزواج أو كهدف له. 

### معاداة السامية
كان يعتقد أن آباء المجمع يجب أن يتخذوا قرارا بإصدار إعلان أقوى ضد معاداة السامية «كعمل ضروري للكنيسة المتجددة». 